# Alexandra Cadanțu
Alexandra Cadanțu (Bucarest, 3 de mayo de 1990) es una jugadora profesional de tenis rumana, que juega sobre todo el circuito femenino ITF. El 6 de enero de 2014 alcanzó su ranking individual WTA más alto, el puesto n.º 59. Su ranking más alto en dobles ha sido 101. Empezó a jugar a los 3 años de edad y es entrenada por Bogdan Popovici.

## Títulos WTA (1; 0+1)

### Individuales (0)
| Leyenda                    |
| -------------------------- |
| Grand Slam (0)             |
| Juegos Olímpicos (0)       |
| WTA Tour Championships (0) |
| Premier Mandatory (0)      |
| Premier 5 (0)              |
| Premier (0)                |
| International (0)          |

#### Finalista en individuales (1)
| N.º | Fecha                 | Torneo    | Superficie | Oponentes   | Resultado |
| --- | --------------------- | --------- | ---------- | ----------- | --------- |
| 1.  | 26 de febrero de 2012 | Monterrey | Dura       | Tímea Babos | 4-6, 4-6  |

### Dobles (1)
| Leyenda                    |
| -------------------------- |
| Grand Slam (0)             |
| Juegos Olímpicos (0)       |
| WTA Tour Championships (0) |
| Premier Mandatory (0)      |
| Premier 5 (0)              |
| Premier (0)                |
| International (1)          |

| N.º | Fecha               | Torneos  | Superficie    | Pareja       | Oponentes                    | Resultado        |
| --- | ------------------- | -------- | ------------- | ------------ | ---------------------------- | ---------------- |
| 1.  | 13 de julio de 2014 | Bucarest | Tierra batida | Elena Bogdan | Çağla Büyükakçay Karin Knapp | 6-4, 3-6, [10-5] |

#### Finalista en dobles (2)
| N.º | Fecha               | Torneos  | Superficie    | Pareja             | Oponentes                             | Resultado           |
| --- | ------------------- | -------- | ------------- | ------------------ | ------------------------------------- | ------------------- |
| 1.  | 28 de abril de 2014 | Fes      | Tierra batida | Irina-Camelia Begu | Petra Cetkovská Alexandra Panova      | 6-3, 6-7(5), [9-11] |
| 2.  | 17 de julio de 2016 | Bucarest | Tierra batida | Katarzyna Piter    | Jessica Moore Varatchaya Wongteanchai | 4-6, 6-7(5)         |

## Títulos WTA 125s (0; 0+0)
| Leyenda  | Individual | Dobles |
| -------- | ---------- | ------ |
| WTA 125s | 0          | 0      |

### Individual (0)

#### Finalista (1)
| N.º | Fecha               | Torneo | Superficie    | Oponentes         | Resultado     |
| --- | ------------------- | ------ | ------------- | ----------------- | ------------- |
| 1.  | 11 de junio de 2017 | Bol    | Tierra batida | Aleksandra Krunić | 3-6, 0-3 ret. |